# حاشورة أرضية
حاشورة أرضية (الاسم العلمي: Entomophthora terrestris) هي نوع من الفطريات تتبع جنس الحاشورة من الفصيلة الحاشورية.